# Opanas Markewytsch

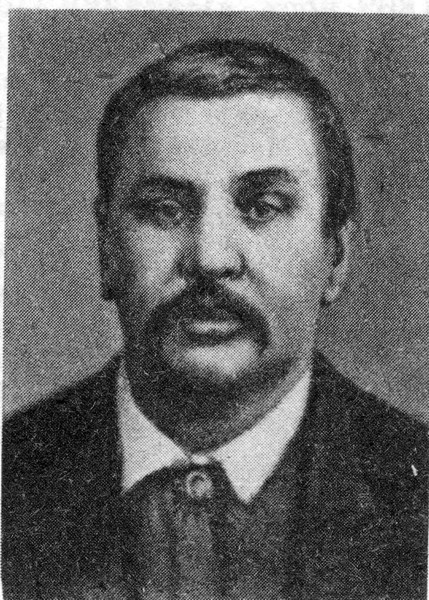
Opanas Markewytsch

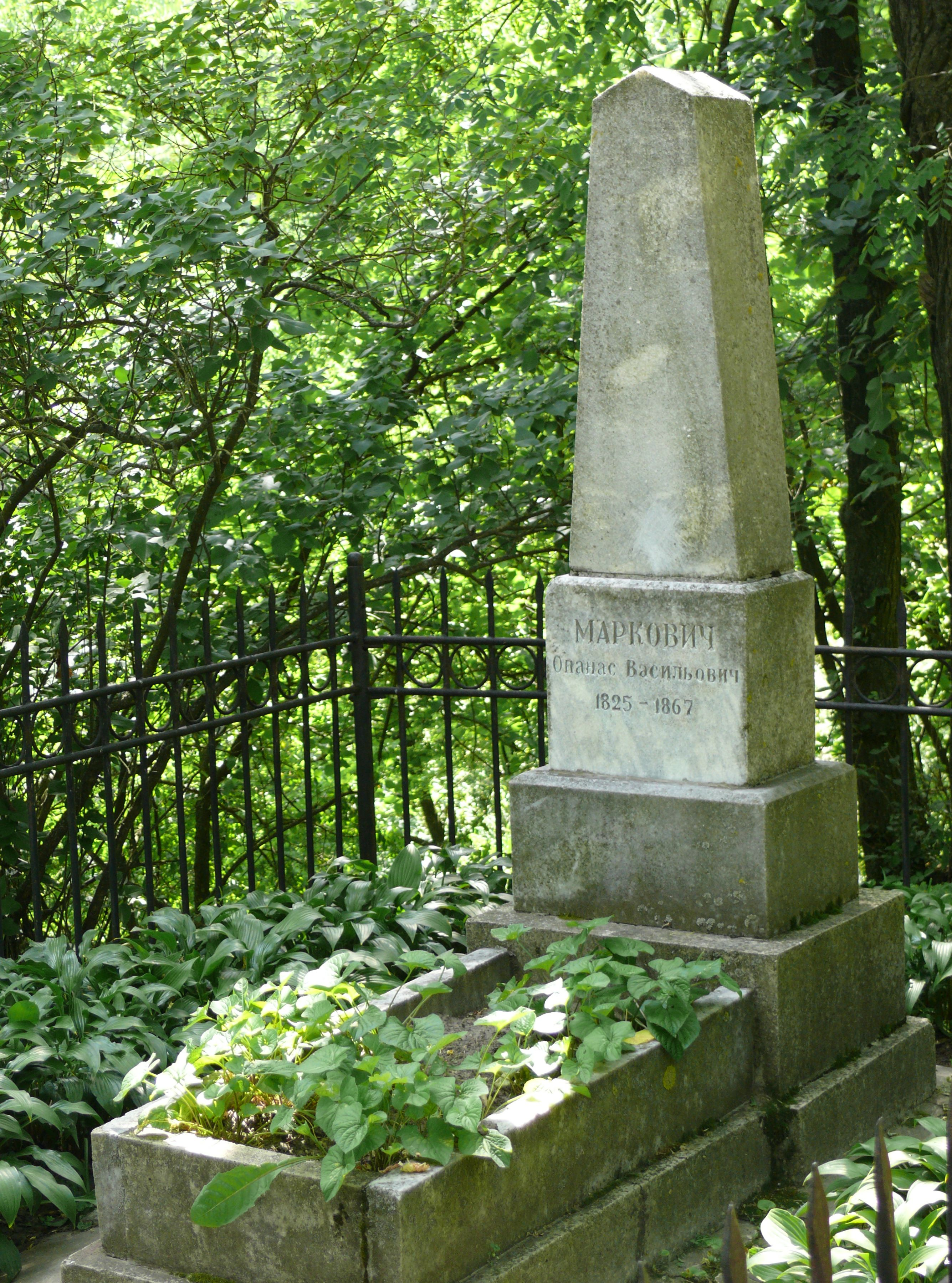
Grab Markewytschs in Tschernihiw

Opanas Wassylowytsch Markewytsch (ukrainisch Опанас Васильович Маркович, russisch Афанасий Васильевич Маркович /Afanassi Wassiljewitsch Markowitsch; * 27. Januarjul. / 8. Februar 1822greg. in Kulaschynzi, Gouvernement Poltawa, Russisches Kaiserreich; † 20. Augustjul. / 1. September 1867greg. in Tschernihiw, Gouvernement Tschernigow, Russisches Kaiserreich) war ein ukrainischer Volkskundler, Ethnologe, Sozialaktivist und Mitglied der Kyrill-und-Method-Bruderschaft.

## Leben
Opanas Markewytsch kam 1822 im Dorf Kulaschynzi, heute im Rajon Hrebinka der ukrainischen Oblast Poltawa zur Welt und verbrachte dort seine Kindheit und Jugend.
1836 beendete er die Schule und ging an die Zweite Kiewer Schule der St.-Wladimir-Universität, wo sein naher Verwandter Mychajlo Maxymowytsch Rektor war und ihn unter anderem in Geschichte und Literatur unterrichtete. So wurde er ein leidenschaftlicher Liebhaber der ukrainischen Folklore.
Zwischen 1842 und 1846 studierte er an der Universität Kiew.
Im Mai und Juni 1847 wurde er als Mitglied der Kyrill-und-Method-Bruderschaft verhaftet und nach Orjol verbannt. Am 25. Dezember 1850 heiratete er die ukrainischen Schriftstellerin Marko Wowtschok, mit der er 1851 in die Ukraine zurückkehrte.
Im Frühjahr 1859 zog er nach Sankt Petersburg und begann am 11. Mai 1859 einen Auslandsaufenthalt. Zusammen mit seiner Familie besuchte er Deutschland, London und die der Schweiz. Am 19. August 1860 kehrte er nach Sankt Petersburg zurück, wo er an der Herausgabe der wissenschaftlichen und literarischen Monatszeitschrift „Basis“ (Основа) beteiligt war und sich häufig mit Taras Schewtschenko traf. Mitte des Jahres 1861 zog er ins Gouvernement Tschernigow in der Ukraine.
Opanas Markewytsch sammelte zahlreiches folkloristisches und ethnografisches Material, was unter anderem von Amwrosij Metlynskyj, Wolodymyr Antonowytsch und Mychajlo Drahomanow veröffentlicht wurde.
Er starb 45-jährig in Tschernihiw an Tuberkulose und wurde dort in den Boldyni-Bergen beerdigt.